# Hobson City
Hobson City es un pueblo ubicado en el condado de Calhoun en el estado estadounidense de Alabama. En el censo de 2000, su población era de 878.

## Demografía
En el 2000 la renta per cápita promedia del hogar era de $ 17.589$, y el ingreso promedio para una familia era de 20.368$. El ingreso per cápita para la localidad era de 8.992$. Los hombres tenían un ingreso per cápita de 21.667$ contra 19.583$ para las mujeres.

## Geografía
Hobson City está situado en 33°37′6″N 85°50′36″O / 33.61833, -85.84333 (33.618497, -85.843425).
Según la Oficina del Censo de los EE. UU., la ciudad tiene un área total de 1.09 millas cuadradas (2.83 km²).